# Tašuľa
Tašuľa es un municipio del distrito de Sobrance en la región de Košice, Eslovaquia, con una población estimada a final del año 2024 de 204 habitantes.
Se encuentra ubicado al noreste de la región, en la cuenca hidrográfica del río Bodrog (afluente derecho del Tisza) y cerca de la frontera con la región de Prešov y Ucrania.

## Demografía
| Año        | 1994 | 2004    | 2014     | 2024    |
| ---------- | ---- | ------- | -------- | ------- |
| Población  | 225  | 222     | 194      | 204     |
| Diferencia |      | −1,33 % | −12,61 % | +5,15 % |

| Año        | 2023 | 2024    |
| ---------- | ---- | ------- |
| Población  | 203  | 204     |
| Diferencia |      | +0,49 % |